# Dirty Work (альбом The Rolling Stones)
| Оценки критиков | Оценки критиков |
| Источник        | Оценка          |
| --------------- | --------------- |
| AllMusic        | ссылка          |
| Роберт Кристгау | A ссылка        |
| Rolling Stone   | ссылка          |

Dirty Work (с англ. — «Грязная работёнка») — восемнадцатый британский и двадцатый американский студийный альбом The Rolling Stones, был издан в 1986 году на собственном лейбле группы.
Спродюсированный Стивом Лиллиуайтом, альбом был записан в период, когда отношения между Миком Джаггером и Китом Ричардсом значительно испортились, согласно автобиографии последнего; Ричардс описывал этот период как «третью мировую войну» — будущее группы тогда было под вопросом.

## Список композиций
Все песни написаны Миком Джаггером и Китом Ричардсом, за исключением отмеченных.
| №  | Название                                                    | Длительность |
| -- | ----------------------------------------------------------- | ------------ |
| 1. | «One Hit (To the Body)» (Мик Джаггер/Кит Ричардс/Ронни Вуд) | 4:44         |
| 2. | «Fight» (Мик Джаггер/Кит Ричардс/Ронни Вуд)                 | 3:09         |
| 3. | «Harlem Shuffle» (Боб Рельф/Эрнест Нельсон)                 | 3:23         |
| 4. | «Hold Back»                                                 | 3:53         |
| 5. | «Too Rude» (Линдон Робертс)                                 | 3:11         |

| №   | Название                                                                        | Длительность |
| --- | ------------------------------------------------------------------------------- | ------------ |
| 6.  | «Winning Ugly»                                                                  | 4:32         |
| 7.  | «Back to Zero» (Мик Джаггер/Кит Ричардс/Чак Ливел)                              | 4:00         |
| 8.  | «Dirty Work» (Мик Джаггер/Кит Ричардс/Ронни Вуд)                                | 3:53         |
| 9.  | «Had It with You» (Мик Джаггер/Кит Ричардс/Ронни Вуд)                           | 3:19         |
| 10. | «Sleep Tonight»                                                                 | 5:10         |
| 11. | «Безымянный скрытый трек» (в титрах не указан, отрывок из «Key to the Highway») | 0:33         |

- Этот альбом был посвящён памяти Иэна Стюарта: «Спасибо, Стю, за 25 лет буги-вуги».
- В титрах не указан отрывок из песни «Key to the Highway» (авторы — Биг Билл Брунзи/Чарльз Сегар — 0:33), который закрывает альбом. Его сыграл Стюарт, который скончался вскоре после окончания рекорд-сессии для альбома.

## Участники записи
The Rolling Stones
- Мик Джаггер — ведущий и бэк-вокал, губная гармоника
- Кит Ричардс — электро и акустическая гитары, бэк-вокал, лид-вокал на «Too Rude» и «Sleep Tonight», фортепиано
- Ронни Вуд — электро, акустическая и педальная слайд гитары, бэк-вокал, ударные на «Sleep Tonight», тенор-саксофон
- Чарли Уоттс — ударные
- Билл Уаймен — бас-гитара, синтезатор

Приглашённые музыканты
- Чак Ливел[англ.] — клавишные[3]
- Айван Новилл[англ.] — бэк-вокал, бас-гитара, орган, синтезатор
- Джимми Пейдж — электрогитара на «One Hit (To the Body)»
- Бобби Уомак — бэк-вокал, электрогитара на «Back to Zero»
- Филипп Сэйз[англ.] — клавишные
- Антон Фиг[англ.] — шейкеры
- Джон Реген — бас-гитара на «Winning Ugly»
- Дэн Коллетт — труба
- Иэн Стюарт — фортепиано
- Марку Рибас — перкуссия
- Джимми Клифф, Дон Ковей, Беверли Д’Анджело, Кирсти Маколл, Дженис Пендарвис, Патти Скелфа и Том Уэйтс — бэк-вокал

Технический персонал
- Дэйв Джерден — звукоинженер
- Стив Паркер — дополнительный инженер
- Tom Crich, Mike Krowiak — ассистенты инженера
- Джанет Перр[англ.] — художественное оформление и дизайн упаковки
- Энни Лейбовиц — художественное оформление и фотографии
- Марк Марек — изображения на внутренней обложки
- Альбом микширован на студиях R.P.M. и Right Track Studios[англ.], Нью-Йорк

## Хит-парады

### Альбом
| Год  | Чарт              | Высшая позиция |
| ---- | ----------------- | -------------- |
| 1986 | UK Top 100 Albums | 4              |
| 1986 | The Billboard 200 | 4              |

| Чарт (1986)                        | Позиция |
| ---------------------------------- | ------- |
| США (Billboard Top Popular Albums) | 70      |

### Синглы
| Год  | Сингл                   | Чарт                              | Высшая позиция |
| ---- | ----------------------- | --------------------------------- | -------------- |
| 1986 | «Harlem Shuffle»        | Billboard Hot 100                 | 5              |
| 1986 | «Harlem Shuffle»        | Mainstream Rock Tracks            | 2              |
| 1986 | «Harlem Shuffle»        | Hot Dance Music/Club Play         | 4              |
| 1986 | «Harlem Shuffle»        | Hot Dance Music/Maxi-Single Sales | 5              |
| 1986 | «Harlem Shuffle»        | UK Top 100 Singles                | 13             |
| 1986 | «One Hit (To the Body)» | Mainstream Rock Tracks            | 3              |
| 1986 | «One Hit (To the Body)» | Billboard Hot 100                 | 28             |
| 1986 | «One Hit (To the Body)» | UK Top 100 Singles                | 80             |
| 1986 | «Winning Ugly»          | Mainstream Rock Tracks            | 10             |

### Сертификация
| Страна            | Организация | Сертификация (продажи) |
| ----------------- | ----------- | ---------------------- |
| Соединенные Штаты | RIAA        | Платиновый             |
| Франция           | SNEP        | 2× Золотой             |
| Великобритания    | BPI         | Золотой                |
| Германия          | IFPI        | Золотой                |